# Fürstenberg/Havel
För andra betydelser, se Fürstenberg.
Fürstenberg/Havel, Fürstenberg an der Havel, är en småstad i Tyskland, belägen i norra delen av Landkreis Oberhavel i förbundslandet Brandenburg, vid floden Havel omkring 80 km norr om Berlin. De tidigare kommunerna Altthymen, Barsdorf, Blumenow, Bredereiche, Himmelpfort, Steinförde, Tornow och Zootzen uppgick i Fürstenberg/Havel den 26 oktober 2003.
Staden ligger i ett sjölandskap och är känd för frilufts- och båtturism.
Resterna av koncentrationslägret Ravensbrück, i bruk 1938–1945, ligger idag i kommunen som ett museum och minnesplats, Gedenkstätte Ravensbrück.

## Administrativ indelning
Fürstenberg an der Havel är en självständig stadskommun, som underindelas administrativt i nio Ortsteile (kommundelar): Altthymen, Barsdorf, Blumenow, Bredereiche, Fürstenberg, Himmelpfort, Steinförde, Tornow och Zootzen.

## Kända Fürstenbergbor
- Martin Blumner (1827–1901), kompositör, dirigent och musikteoretiker.
- Heinrich Schliemann (1822–1890), arkeolog, som ung bosatt i Fürstenberg.

För uppgifter om personer som fängslats i eller arbetat vid koncentrationslägret Ravensbrück, se Ravensbrück.